# تويج
التُّوَيْج (بالإنجليزية: Corolla)‏ هو مجموع بتلات الزهرة النباتية ويشكل محيطاً حول العَطيل المتاع، وهي الأجزاء الجنسية في الزهرة. في بعض النباتات مثل الخيار ونباتات الفصيلة القرعية يمكن للبتلات أو التويجيات أن تكون منصهرة مشكلة تويجاً واحداً بوقي الشكل.

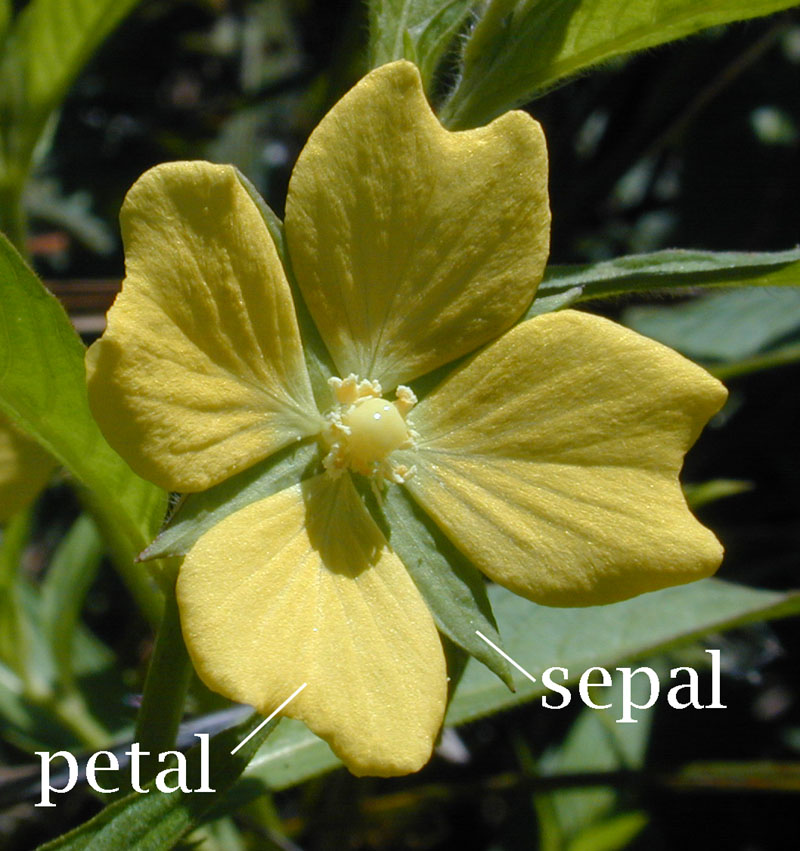
زهرة نبات زهرة الربيع تظهر الكأسيات والبتلات